# العلاقات الكندية الكوستاريكية
العلاقات الكندية الكوستاريكية هي العلاقات الثنائية التي تجمع بين كندا وكوستاريكا.

## مقارنة بين البلدين
هذه مقارنة عامة ومرجعية للدولتين:
| وجه المقارنة                                              | كندا                     | كوستاريكا                                 |
| --------------------------------------------------------- | ------------------------ | ----------------------------------------- |
| المساحة (كم2)                                             | 9.98 مليون               | 51.10 ألف                                 |
| عدد السكان (نسمة)                                         | 35.70 مليون              | 4.91 مليون                                |
| الكثافة السكانية (ن./كم²)                                 | 3.58                     | 96.09                                     |
| العاصمة                                                   | أوتاوا                   | سان خوسيه                                 |
| اللغة الرسمية                                             | لغة إنجليزية، لغة فرنسية | اللغة الإسبانية                           |
| العملة                                                    | دولار كندي               | كولون كوستاريكي                           |
| الناتج المحلي الإجمالي (بليون دولار)                      | 1.65 تريليون             | 57.06 مليار                               |
| الناتج المحلي الإجمالي (تعادل القوة الشرائية) بليون دولار | 1.59 تريليون             | 74.98 مليار                               |
| الناتج المحلي الإجمالي الاسمي للفرد دولار أمريكي          | 43.25 ألف                | 11.26 ألف                                 |
| الناتج المحلي الإجمالي للفرد دولار أمريكي                 | 45.07 ألف                | 14.92 ألف                                 |
| مؤشر التنمية البشرية                                      | 0.913                    | 0.766                                     |
| رمز المكالمات الدولي                                      | +1                       | +506                                      |
| رمز الإنترنت                                              | .ca                      | .cr، قائمة نطاقات المستوى الأعلى للإنترنت |
| المنطقة الزمنية                                           |                          | 00                                        |

## منظمات دولية مشتركة
يشترك البلدان في عضوية مجموعة من المنظمات الدولية، منها:
| علم المنظمة | اسم المنظمة                               | تاريخ انضمام كندا | تاريخ انضمام كوستاريكا |
| ----------- | ----------------------------------------- | ----------------- | ---------------------- |
|             | مؤسسة التنمية الدولية                     | 24 سبتمبر 1960    | 30 يونيو 1961          |
|             | يونسكو                                    | 4 نوفمبر 1946     | 19 مايو 1950           |
|             | مؤسسة التمويل الدولية                     | 20 يوليو 1956     | 20 يوليو 1956          |
|             | منظمة حظر الأسلحة الكيميائية              | ?                 | ?                      |
|             | الأمم المتحدة                             | 9 نوفمبر 1945     | 2 نوفمبر 1945          |
|             | الاتحاد الدولي للاتصالات                  | 1 يوليو 1908      | 13 سبتمبر 1932         |
|             | منظمة الشرطة الجنائية الدولية             | ?                 | ?                      |
|             | البنك الدولي للإنشاء والتعمير             | 27 ديسمبر 1945    | 8 يناير 1946           |
|             | الاتحاد البريدي العالمي                   | ?                 | ?                      |
|             | المركز الدولي لتسوية المنازعات الاستشارية | 1 ديسمبر 2013     | 27 مايو 1993           |
|             | وكالة ضمان الاستثمار متعدد الأطراف        | 12 أبريل 1988     | 8 فبراير 1994          |
|             | منظمة التجارة العالمية                    | ?                 | ?                      |
|             | الفريق المعني برصد الأرض                  | ?                 | ?                      |

## أعلام
هذه قائمة لبعض الشخصيات التي تربطها علاقات بالبلدين:
- روزا مينديز (25 أكتوبر 1979[19] – )
- كيفين أليمان (لاعب كرة قدم كندي، 25 مارس 1994[20] – )

## وصلات خارجية
- موقع وزارة الخارجية الكندية
- موقع وزارة الخارجية الكوستاريكية